# Bangor (Wales)
Bangor je město ve velšském hrabství Gwynedd. Přestože v něm k roku 2011 žilo jen 17 998 obyvatel, nachází se v něm katedrála, a proto je nositelem statutu city. Leží u průlivu Menai, který odděluje severní Wales od ostrova Anglesey. Město je sídlem Bangorské univerzity (Prifysgol Bangor), založené roku 1884.
Výraz bangor znamenal ve staré velštině proutěnou ohradu. V roce 525 založil svatý Deiniol místní biskupství.
Dominantou města je Bangor Mountain, vysoká 117 metrů. Atrakcemi Bangoru jsou katedrála, univerzitní areál, hlavní třída High Street, molo Garth Pier, které je s délkou 460 metrů druhé nejdelší ve Walesu, a visutý most Menai Suspension Bridge.
36,4 % obyvatel Bangoru hovoří velšsky.
V Bangoru se narodila populární zpěvačka Duffy a sochař Richard Deacon.